# Terebiszcze
Terebiszcze (biał. Церабішча; ros. Теребище) – wieś na Białorusi, w obwodzie brzeskim, w rejonie stolińskim, w sielsowiecie Widzibór.
W przeciwieństwie do sąsiednich wsi, zamieszkanych przez szlachtę zaściankową, w Terebiszczach mieszkali chłopi. W dwudziestoleciu międzywojennym leżały w Polsce, w województwie poleskim, w powiecie stolińskim, w gminie Stolin. Po II wojnie światowej w granicach Związku Sowieckiego. Od 1991 w niepodległej Białorusi.